# Buthus egyptiensis
Espèce
Buthus egyptiensis est une espèce de scorpions de la famille des Buthidae.

## Distribution
Cette espèce est endémique d'Égypte. Elle se rencontre vers Siwa.

## Description
La femelle holotype mesure 85,6 mm.

## Étymologie
Son nom d'espèce, composé de egypti[a] et du suffixe latin -ensis, « qui vit dans, qui habite », lui a été donné en référence au lieu de sa découverte, l'Égypte.

## Publication originale
- Lourenço, 2012 : « A new species of Buthus Leach, 1815 from Egypt (Scorpiones, Buthidae). » Entomologische Mitteilungen aus dem Zoologischen Staatsinstitut und Zoologischen Museum in Hamburg, vol. 16, no 187, p. 11-18 (texte intégral).